# سيتيز: سكاي لاينز 2
سيتيز: سكاي لاينز 2 هي لعبة محاكاة بناء مدن قادمة من تطوير Colossal Order ونشر Paradox Interactive ، وتم الإعلان عنها في 6 مارس 2023 ، مقرر إصدارها في نفس العام. 
هذا العنوان الجديد، وفقًا للإعلان، سيكون متاحًا على ثلاثة منصات هي منصة الحاسوب الشخصي عبر الستيم، كما ستكون متاحة على جهاز PS5 و Xbox Series X/S، وستكون مدرجة أيضًا في خدمة جيم باس.

## اللعب
مثل لعبة Cities: Skylines، يقدم الجزء الثاني للاعب قطعة أرض افتراضية لإنشاء مدينة فيها. يستطيع اللاعبون تمهيد الطرق وتخطيط المناطق ووضع الخدمات العامة والخدمات البلدية لجلب السكان والأعمال التجارية. يمكن للاعب تعيين سياسات المدينة مثل الضرائب والمراسيم للتأثير على كيفية نمو المدينة ومن أين يحصلون على الأموال لمواصلة توسيع المدينة. في البداية، سيكون اللاعب محدودًا بقطعة أرض واحدة للبناء عليها ولكنه يمكنه التوسع عن طريق شراء قطع أراضي إضافية من أموال المدينة. بينما كانت اللعبة الأولى محدودة بتسعة قطع أراضي تغطي حوالي 36 كم مربع من المساحة، سيسمح الجزء الثاني للاعبين بالبناء حتى 441 قطعة أرض تمثل 159 كم مربع من المساحة.